# Barnes G-funktion
Barnes G-funktion är en speciell funktion som definieras som
{\displaystyle G(z+1)=(2\pi )^{z/2}\exp(-(z(z+1)+\gamma z^{2})/2)\ \times \ \prod _{n=1}^{\infty }\left[\left(1+{\frac {z}{n}}\right)^{n}\exp(-z+z^{2}/(2n))\right]}
där γ är Eulers konstant. Funktionen är uppkallad efter Ernest William Barnes.

## Funktionalekvationer
Barnes G-funktion satisfierar funktionalekvationerna
{\displaystyle \!\ G(z+1)=\Gamma (z)G(z)}
och
{\displaystyle G(1-z)=G(1+z){\frac {1}{(2\pi )^{z}}}\exp \int \limits _{0}^{z}\pi z\cot \pi z\,\mathrm {d} z.}

## Multiplikationsformel
Barnes G-funktion satisfierar multiplikationsformeln 
{\displaystyle G(nz)=K(n)n^{n^{2}z^{2}/2-nz}(2\pi )^{-{\frac {n^{2}-n}{2}}z}\prod _{i=0}^{n-1}\prod _{j=0}^{n-1}G\left(z+{\frac {i+j}{n}}\right)}
där {\displaystyle K(n)} ges av
{\displaystyle K(n)=e^{-(n^{2}-1)\zeta ^{\prime }(-1)}\cdot n^{\frac {5}{12}}\cdot (2\pi )^{(n-1)/2}\,=\,(Ae^{-{\frac {1}{12}}})^{n^{2}-1}\cdot n^{\frac {5}{12}}\cdot (2\pi )^{(n-1)/2}.}

## Taylorserie
För {\displaystyle |z|<1} gäller Taylorserien
{\displaystyle \ln G(1+z)={\frac {1}{2}}\left(\ln(2\pi )-1\right)-(1-\gamma ){\frac {z^{2}}{2}}+\sum _{n=3}^{\infty }(-1)^{n-1}\zeta (n-1){\frac {z^{n}}{n}}}
där {\displaystyle \zeta (s)} är Riemanns zetafunktion.

## Speciella värden
{\displaystyle G(1/4)=A^{-9/8}\left(\Gamma (1/4)\right)^{-3/4}e^{3/32-G/(4\pi )}}
{\displaystyle G(3/4)=A^{-9/8}\left(\Gamma (3/4)\right)^{-1/4}e^{3/32+G/(4\pi )}}
{\displaystyle G(1/2)\,=\,A^{-3/2}\pi ^{-1/4}e^{1/8}2^{1/24}}
{\displaystyle G(3/2)\,=\,A^{-3/2}\pi ^{1/4}e^{1/8}2^{1/24}}
{\displaystyle G(5/2)\,=\,A^{-3/2}\pi ^{3/4}e^{1/8}2^{-23/24}}
där G är Catalans konstant och A är Glaisher–Kinkelins konstant.

## Asymptotisk expansion
Logaritmen för Barnes G-funktion har följande asymptotiska expansion:
{\displaystyle \log G(z+1)={\frac {1}{12}}~-~\log A~+~{\frac {z}{2}}\log 2\pi ~+~\left({\frac {z^{2}}{2}}-{\frac {1}{12}}\right)\log z~-~{\frac {3z^{2}}{4}}~+~\sum _{k=1}^{N}{\frac {B_{2k+2}}{4k\left(k+1\right)z^{2k}}}~+~O\left({\frac {1}{z^{2N+2}}}\right).}

## Relation till gammafunktionens integral
Integralen av gammafunktionens logaritm kan ges med hjälp av Barnes G-funktion:
{\displaystyle \int _{0}^{z}\log \Gamma (x)\,dx={\frac {z(1-z)}{2}}+{\frac {z}{2}}\log 2\pi +z\log \Gamma (z)-\log G(1+z).}
Formeln kan bevisas genom att först ta logaritmen av gammafunktionens och G-funktionens produktrepresentationer:
{\displaystyle z\log \Gamma (z)-\log G(1+z)=-z\log \left({\frac {1}{\Gamma (z)}}\right)-\log G(1+z)=}
{\displaystyle -z\left[\log z+\gamma z+\sum _{k=1}^{\infty }{\Bigg \{}\log \left(1+{\frac {z}{k}}\right)-{\frac {z}{k}}{\Bigg \}}\right]}
{\displaystyle -\left[{\frac {z}{2}}\log 2\pi -{\frac {z}{2}}-{\frac {z^{2}}{2}}-{\frac {z^{2}\gamma }{2}}+\sum _{k=1}^{\infty }{\Bigg \{}k\log \left(1+{\frac {z}{k}}\right)+{\frac {z^{2}}{2k}}-z{\Bigg \}}\right]}
och med lite förenkling får man
{\displaystyle \sum _{k=1}^{\infty }{\Bigg \{}(k+z)\log \left(1+{\frac {z}{k}}\right)-{\frac {z^{2}}{2k}}-z{\Bigg \}}=}
{\displaystyle -z\log z-{\frac {z}{2}}\log 2\pi +{\frac {z}{2}}+{\frac {z^{2}}{2}}-{\frac {z^{2}\gamma }{2}}-z\log \Gamma (z)+\log G(1+z)}
Slutligen tar man logaritmen av gammafunktionens produktrepresentation och integrerar över {\displaystyle \,[0,\,z]\,} :
{\displaystyle \int _{0}^{z}\log \Gamma (x)\,dx=-\int _{0}^{z}\log \left({\frac {1}{\Gamma (x)}}\right)\,dx=}
{\displaystyle -(z\log z-z)-{\frac {z^{2}\gamma }{2}}-\sum _{k=1}^{\infty }{\Bigg \{}(k+z)\log \left(1+{\frac {z}{k}}\right)-{\frac {z^{2}}{2k}}-z{\Bigg \}}}
Eftersom de två uttrycken är identiska är
{\displaystyle \int _{0}^{z}\log \Gamma (x)\,dx={\frac {z(1-z)}{2}}+{\frac {z}{2}}\log 2\pi +z\log \Gamma (z)-\log G(1+z)\,.\,\Box }